# David Quinn (Eishockeyspieler)
David Quinn (* 30. Juli 1966 in Cranston, Rhode Island) ist ein ehemaliger US-amerikanischer Eishockeyspieler und derzeitiger -trainer. Der Verteidiger wurde im NHL Entry Draft 1984 an 13. Position von den Minnesota North Stars ausgewählt, musste seine aktive Karriere jedoch aufgrund einer Hämophilie-Erkrankung frühzeitig beenden. Anschließend war er als Cheftrainer unter anderem für die Lake Erie Monsters und an der Boston University tätig, ehe er seine Karriere in der National Hockey League (NHL) als Headcoach der New York Rangers begann und in dieser Funktion zuletzt von Juli 2022 bis April 2024 die San Jose Sharks betreute. Seit Juni 2025 ist er als Assistenztrainer bei den New York Rangers tätig.

## Karriere

### Als Spieler
David Quinn besuchte in seiner Jugend die Kent School in Kent im Bundesstaat Connecticut und lief für deren Eishockeyteam in einer regionalen High-School-Liga auf. Bereits zu diesem Zeitpunkt galt er als talentierter Verteidiger, sodass er im NHL Entry Draft 1984 an 13. Position von den Minnesota North Stars berücksichtigt wurde. Zur Saison 1984/85 wechselte er an die Boston University und wurde dort 1986 ins First All-Star Team der Hockey East berufen, einer Liga im Spielbetrieb der National Collegiate Athletic Association (NCAA). Darüber hinaus vertrat er die U20-Nationalmannschaft seines Heimatlandes bei der Junioren-Weltmeisterschaft 1986 und gewann dort mit dem Team die Bronzemedaille.
Vor Beginn der Saison 1987/88 nahm Quinn an einem Auswahlverfahren teil, das den Kader der A-Nationalmannschaft der USA bei den anstehenden Olympischen Winterspielen 1988 bestimmen sollte. Im Zuge dessen wurde bei ihm eine Hämophilie Typ B diagnostiziert, eine umgangssprachlich auch als Bluterkrankheit bezeichnete Störung der Blutgerinnung. In der Folge war der US-Amerikaner gezwungen, seine professionelle Eishockeykarriere zu beenden, sodass er an die Boston University zurückkehrte und sein Studium dort 1989 mit einem Bachelor in Soziologie abschloss.
Neu entwickelte Therapien und eine entsprechende finanzielle Förderung für die teuren Medikamente ermöglichten es Quinn jedoch, nach einer mehrjährigen Unterbrechung den Eishockeysport wieder aufzunehmen. In einem Trainingslager für die Vorbereitung auf die Olympischen Winterspiele 1992 fand er zwar keine Berücksichtigung im endgültigen Kader, konnte sich aber für einen Vertrag bei den New York Rangers aus der National Hockey League (NHL) empfehlen. Für deren Farmteam, die Binghamton Rangers, gab der Abwehrspieler im Februar 1992 sein Profidebüt in der American Hockey League (AHL), bevor er zur Saison 1992/93 zu den Cleveland Lumberjacks in die International Hockey League wechselte. Nach seiner ersten kompletten Spielzeit im Profibereich entschloss sich Quinn jedoch, seine aktive Karriere endgültig zu beenden.

### Als Trainer
Ein Jahr nach dem Ende seiner aktiven Karriere begann Quinn seine Trainerlaufbahn als Assistenztrainer an der Northeastern University. Dort war er zwei Jahre aktiv, bevor er in gleicher Funktion an die University of Nebraska Omaha wechselte und das dortige Eishockeyteam von 1996 bis 2002 betreute. Zudem war er in dieser Zeit als Assistent der Frauen-Nationalmannschaft der USA bei den Weltmeisterschaften 1999 und 2000 tätig und gewann dort mit dem Team jeweils die Silbermedaille. 2002 wurde er als Cheftrainer beim USA Hockey National Team Development Program (NTDP) angestellt, der zentralen Talenteschmiede des US-amerikanischen Verbandes USA Hockey.
Nach zwei Jahren beim NTDP kehrte Quinn ins College-Eishockey zurück, indem er als Assistenztrainer an der Boston University übernahm. Seine erste Amtszeit an seiner Alma Mater dauerte fünf Jahre an, in denen er mit dem Team im Jahre 2009 die Meisterschaft der gesamten NCAA gewann. Zudem begleitete er die Herren-Nationalmannschaft der Vereinigten Staaten als Assistent bei der Weltmeisterschaft 2007, ebenso wie später bei der WM 2012 und 2016. Zur Saison 2009/10 gelang ihm der Sprung in den Profibereich, als er die Position des Cheftrainers bei den Lake Erie Monsters aus der AHL übernahm. Das Team betreute er drei Spielzeiten lang, bevor er innerhalb der Organisation zum Assistenztrainer der Colorado Avalanche befördert wurde. Dort sammelte er unter Joe Sacco erste Erfahrungen in der NHL, wurde allerdings mit ihm nach bereits einer Spielzeit entlassen. Anschließend kehrte er für eine zweite Amtszeit an die Boston University zurück, nun allerdings als Cheftrainer. Mit den Terriers gewann er in der Folge in den Jahren 2015 und 2018 die Meisterschaft der Hockey East.
Im Mai 2018 wurde Quinn als neuer Cheftrainer der New York Rangers aus der NHL vorgestellt, bei denen er die Nachfolge von Alain Vigneault antrat. Bei den Rangers war er in der Folge drei Jahre aktiv, in denen er die Playoffs zweimal verpasste und in der Saison 2019/20 nicht über die zusätzlich eingefügte Qualifikationsrunde hinauskam. Anschließend betreute er die A-Nationalmannschaft der Herren erstmals als Cheftrainer, wobei bei den Olympischen Winterspielen 2022 sowie bei der Weltmeisterschaft 2022 die Medaillenränge jeweils verpasst wurden. Anschließend kehrte Quinn in die NHL zurück, indem er im Juli 2022 als neuer Headcoach der San Jose Sharks vorgestellt wurde.
Nach zwei schwachen Saisons der im Rebuild befindlichen Mannschaft, die in der Saison 2023/24 gar ligaweit den letzten Platz belegte, wurde er im April 2024 bei den Sharks entlassen. Wenig später engagierten ihn die Pittsburgh Penguins als neuen Assistenztrainer von Mike Sullivan. Sullivan allerdings wurde nach der Saison 2024/25 entlassen und von den New York Rangers engagiert, wobei Quinn ihm folgte und somit an seine frühere Wirkungsstätte zurückkehrte.

## Erfolge und Auszeichnungen
Als Spieler
- 1986 Bronzemedaille bei der Junioren-Weltmeisterschaft
- 1986 Hockey East First All-Star Team

Als Trainer
- 1999 Silbermedaille bei der Frauen-Weltmeisterschaft (als Assistenztrainer)
- 2000 Silbermedaille bei der Frauen-Weltmeisterschaft (als Assistenztrainer)
- 2009 Meisterschaft der NCAA mit der Boston University (als Assistenztrainer)
- 2015 Meisterschaft der Hockey East mit der Boston University
- 2018 Meisterschaft der Hockey East mit der Boston University

## Karrierestatistik

### Spielerstatistik

#### International
Vertrat die USA bei:
- Junioren-Weltmeisterschaft 1986

(Legende zur Spielerstatistik: Sp oder GP = absolvierte Spiele; T oder G = erzielte Tore; V oder A = erzielte Assists; Pkt oder Pts = erzielte Scorerpunkte; SM oder PIM = erhaltene Strafminuten; +/− = Plus/Minus-Bilanz; PP = erzielte Überzahltore; SH = erzielte Unterzahltore; GW = erzielte Siegtore; 1 Play-downs/Relegation; Kursiv: Statistik nicht vollständig)

### NHL-Trainerstatistik
(Legende zur Trainerstatistik: Sp oder GC = Spiele insgesamt; W oder S = erzielte Siege; L oder N = erzielte Niederlagen; T oder U = erzielte Unentschieden; OTL oder OTN = erzielte Niederlagen nach Overtime oder Shootout; Pts oder Pkt = erzielte Punkte; Pts% oder Pkt% = Punktquote; Win% = Siegquote; Resultat = erreichte Runde in den Play-offs)